# Spírovo
Spírovo (ruso: Спи́рово) es un asentamiento de tipo urbano de Rusia, capital del ókrug municipal homónimo en la óblast de Tver.
En 2021, el asentamiento tenía una población de 5194 habitantes.
Se ubica al este de la carretera M10, a medio camino entre Torzhok y Vyshni Volochok.

## Historia
Se conoce la existencia de la localidad en 1545, cuando se menciona que fue fundado en base a la ocupación de una tierra de nadie, fenómeno conocido en la zona como zaímka, dentro de la jurisdicción histórica de Nóvgorod. Fue una pequeña aldea hasta 1847, cuando comenzó a desarrollarse como poblado ferroviario de la línea de ferrocarril de San Petersburgo a Moscú; esto permitió fundar en 1886 una fábrica de vidrio, que sigue siendo la base de la economía local. Frente a los doscientos habitantes que tenía a mediados del siglo XIX, llegó a tener unos cinco mil al formarse la Unión Soviética. Adoptó el estatus de asentamiento de tipo urbano en 1928, y al año siguiente pasó a ser una de las capitales distritales de la óblast de Moscú, aunque en 1935 quedó definitivamente integrado en la óblast de Kalinin.